# Kleinglödnitz, Glodnica
Kleinglödnitz je naselje v Občini Glodnica v Okraju Šentvid ob Glini na Koroškem v Avstriji.